# Diana Nausėdienė
Diana Nausėdienė z domu Nepaitė (ur. 9 lipca 1964 w Kłajpedzie) – litewska inżynier technolog i nauczycielka akademicka, od 2019 pierwsza dama Litwy.

## Życiorys
Z wykształcenia inżynier technolog, absolwentka wydziału przemysłu lekkiego Instytutu Politechnicznego w Kownie. Kształciła się również na Uniwersytecie Wileńskim. Pracowała m.in. w przedstawicielstwie H&M Hennes & Mauritz w Wilnie. Później została wykładowczynią w szkole biznesu Uniwersytetu Wileńskiego.
Zamężna z Gitanasem Nausėdą, z którym ma dwie córki. Po zwycięstwie męża w wyborach prezydenckich w 2019 objęła obowiązki pierwszej damy Litwy.

## Odznaczenia
- Krzyż Wielki Orderu Odrodzenia Polski (Polska, 2023)[2]
- Order Księżnej Olgi I klasy (Ukraina, 2023)[3]